# النقابة المصرية للصحافة الإلكترونية
رغم التأثير المتزايد لشبكة الإنترنت كوسيلة إعلامية عالمية والتي يعمل فيها كوادر إعلامية تقدم مثالا للصحفي العصري الذي يمتلك أدوات إعلامية وتكنولوجية وبحثية تفوق كثيرا الصحفي التقليدي، إلا أن العاملين في الوسائل الإلكترونية في مصر وكذلك في معظم الدول العربية ما زالوا لا يمارسون حقهم النقابي ولم يجدوا المؤسسات التي تدافع عن حقوقهم المعنوية والمادية في حالة تعرضهم لأي اضطهاد سياسي أو فكري أو أمني.
ولتحقيق عدد من الأهداف التي تساهم في الارتقاء بالمستوى المهني للكادر الإعلامي والدفاع عن حقوقه المهنية والمادية والمعنوية، نعلن إطلاق النقابة المصرية للعاملين بالوسائل الإلكترونية والتي سيكون من أهدافها :
• الدفاع عن مهنة الصحافة الإلكترونية وتنمية الوعي بعظيم دورها مهنياً وثقافياً وإعلامياً.
• عمل إطار قانوني يجمع العاملين بالصحافة الإلكترونية ويمارس دور التنسيق بين العاملين والمؤسسات الإعلامية التابعين لها.
• تقنين الممارسة المهنية للصحافة الإلكترونية، بوضع أطر وقوانين تنظم المهنة وتحددها من خلال «ميثاق شرف صحفي».
• تنمية مهارات العاملين بالمهنة من دعم التدريب والعمل على مواكبة التطورات التكنولوجية عالميا وتسهيل حصول الأعضاء عليها والتعاون مع المؤسسات المعنية لتحقيق هذا الهدف.
• دعم آليات الحفاظ على حقوق الملكية الفكرية والمالية للعاملين بالمهنة والدفاع عن حقوقهم من خلال القنوات القانونية والجهات الرسمية.
• العمل على تذليل الصعاب أمام العاملين لممارسة حقوقهم المهنية، بالاتفاق مع الجهات المعنية والتنسيق مع المنظمات المحلية والإقليمية والدولية.
• المساهمة في ترسيخ مبادئ احترام حقوق الآخرين والثوابت الأخلاقية والاجتماعية، وتحقيق التواصل الإيجابي بين العاملين بالمهنة والمجتمع المحيط بهم